# Colonna sonora di Mafia: Definitive Edition
La colonna sonora di Mafia: Definitive Edition, rifacimento di Mafia: The City of Lost Heaven, è stata riorchestrata dai compositori Cab Calloway, Guy Lombardo, Duke Ellington, Django Reinhardt, Eddy Duchin, Hal Kemp, Harry James, Jeanette McDonald, Larry Clinton, Lionel Hampton, Louis Armstrong e Mildred Bailey.
L'orchestra è stata diretta da Jesse Harlin, mentre alla realizzazione di alcune tracce della colonna sonora hanno preso parte anche i gruppi musicali statunitensi The Rounders e The High Hatters.
Per completare la colonna sonora principale del gioco è stato necessario condurre diverse sessioni di registrazione dell'orchestra con un numero limitato di membri per volta, così che potessero eseguire i loro pezzi rispettando i protocolli di distanziamento sociale per via della pandemia di COVID-19 del 2019-2020. Le registrazioni singole, poi unite in post-produzione, si sono svolte negli studi di 2K Games per Hangar 13; questo ha tuttavia comportato un ritardo della data di uscita del gioco al 24 settembre 2020, quando era stata inizialmente fissata per il 28 agosto 2020.

## Tracce
Sono presenti 36 tracce in totale.
1. St. James Infirmary (Cab Calloway)
2. Minnie the Moocher (Cab Calloway)
3. Manhattan Jam (Cab Calloway e orchestra)
4. Evenin (Cab Calloway e orchestra)
5. The Darktown Strutters' Ball (Django Reinhardt)
6. A-Tisket A-Tasket (Django Reinhardt)
7. Blue Drag (Django Reinhardt)
8. Sophisticated Lady (Django Reinhardt)
9. Tiger Rag (Django Reinhardt)
10. Black and Tan Fantasy (Duke Ellington)
11. Crescendo in Blue (Duke Ellington)
12. Echoes of Harlem (Duke Ellington)
13. Hot and Bothered (Duke Ellington)
14. I’m Satisfied (Duke Ellington)
15. In a Sentimental Mood (strumentale) (Duke Ellington)
16. It Don’t Mean a Thing (If It Ain’t Got That Swing) (Duke Ellington)
17. It's Glory (Duke Ellington)
18. Prelude to a Kiss (Duke Ellington)
19. The Mooche (Duke Ellington)
20. Azure (Duke Ellington)
21. Creole Love Call (strumentale) (Duke Ellington)
22. Drop Me Off in Harlem (Duke Ellington)
23. I Let a Song Go Out of My Heart (Duke Ellington)
24. Mood to Be Wooed (Duke Ellington)
25. Diminuendo in Blue (Duke Ellington)
26. Heart and Soul (Eddy Duchin e orchestra)
27. My Old Flame (Guy Lombardo)
28. Little White Gardenia (Hal Kemp e orchestra)
29. Back Beat Boogie (Harry James)
30. Beyond the Blue Horizon (Jeanette MacDonald e i Rounders)
31. True Confession (Larry Clinton e orchestra)
32. When Lights Are Low (Lionel Hampton)
33. (I’ll Be Glad When You’re Dead) You Rascal You (Louis Armstrong)
34. Thanks for the Memory (Mildred Bailey)
35. Sing You Sinners (The High Hatters)
36. Nobody Wants to Die (extra, remix di Ice Cube e DJ Shadow di Everybody Wants to Go to Heaven, presente anche in Mafia III) – 3:21 (Kenny Chesney)